# Ryan Carniaux

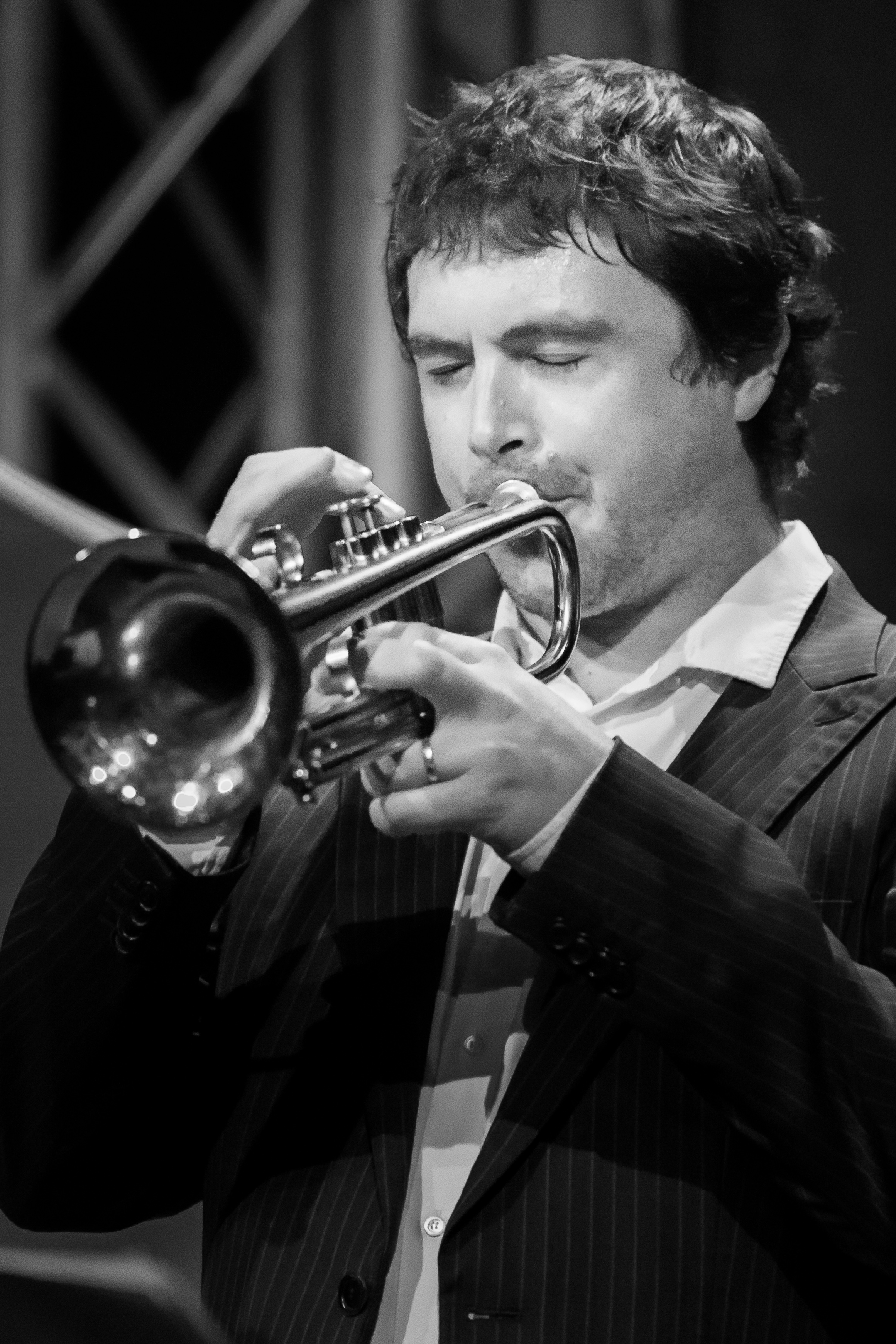
Ryan Carniaux (2014)

Ryan Carniaux (* 1980 in New York City) ist ein US-amerikanischer Jazztrompeter.

## Leben und Wirken
Carniaux, der in Providence auf Rhode Island aufwuchs, begann als Zwölfjähriger auf der Trompete; er spielte bereits als Jugendlicher in verschiedenen Bands, unter anderem im Jazzorchester von John Allmark. Mit einem Stipendium studierte er am Berklee College of Music bei Tiger Okoshi, Greg Hopkins, Phil Wilson, Ken Cervenka, Bill Pierce, Eddie Tomassie und George Garzone. 2003 zog er nach Europa, wo er die Meisterklasse am Konservatorium in Maastricht besuchte.
Carniaux, der heute in Köln lebt, leitete sein eigenes Quartett mit dem Pianisten Mike Roehlofs, dem Bassisten Tomás Baros und dem Schlagzeuger Samuel Dühsler. Bei seiner 2011 erschienenen Debüt-CD Reflections of the Persevering Spirit wurde er auch von Wolfgang Lackerschmid unterstützt, mit dem er auch 2013 auf Tournee ging. Seit 2017 erschienen zwei Alben mit Ra-Kalam Bob Moses. 
In der Vergangenheit tourte Carniaux als Mitglied des Radovan Tariška Sextet, mit dem er 2009 auch aufnahm, und der Big Band von Peter Herbolzheimer. Seit 2011 gehört er zu Norbert Steins Pata on the Cadillac (gleichnamige CD, 2012); auch ist er Mitglied des gRoBA-Orchesters und des Globe Unity Orchestra. Weiter spielte er mit Mark Murphy, Benny Golson, Kidd Jordan, Ondřej Štveráček, Misha Mengelberg, Nicolas Simion, Florian Weber, Pablo Held, Thomas Rückert sowie Mike Roelofs/Bob Moses.
Carniaux ist seit 2013 als Nachfolger von Uli Beckerhoff an der Folkwang-Hochschule als Professor für Jazz-Trompete tätig.